# 紅萬子
紅 萬子（くれない まんこ、1953年〈昭和28年〉9月12日 - ）は、日本の女優。2015年（平成27年）から2024年（令和6年）までの芸名は紅 壱子（くれない いちこ）。
本名・藪本 満子。大阪府大阪市福島区出身。大阪府立港高等学校、神戸松蔭女子学院短期大学卒業。MC企画所属。「浪花人情紙風船団」座長。大阪を中心に活動する。

## 来歴・人物
18歳でタレント養成所に入所して1972年にデビュー。
小劇場を経て、24歳で「男と女」を創立・主宰し、アングラ女優として活躍。その後、「別嬪倶楽部」「素面共済会」を経て、庶民的な役柄を中心に演ずる。現在は「浪花人情紙風船団」を主宰している。
1998年、講談師の旭堂小南陵に入門し、旭堂南紅の高座名も持つ。
2000年10月、「浪花人情紙風船団」を旗揚げした。
2015年1月1日、紅壱子に改名。
2019年に乳癌と両脚人工関節の手術を受け、2022年には肺癌を患う。
2024年4月16日、元の芸名であった紅萬子に戻す。
同年12月の公演をもって、座長を務める「浪花人情紙風船団」が活動を停止となり、解散。

## 人物・エピソード
NHK連続テレビ小説の『純ちゃんの応援歌』や『まんてん』へ出演するにあたり、芸名がNHKの放送に不適切で相応しいと言えないという理由から、NHKのドラマ出演時には芸名の読みを「くれない まこ」としていた。『てるてる家族』では本来の読みで出演した。
松竹芸能のタレント養成所で長く講師として指導しており、松嶋尚美や田口万莉が番組内で「萬子さんに養成所の講師として教えてもらった」と話したことがある。
愛犬は18万7,000円で購入したダックスフントの「ベニー」（芸名は「べに」とも読むことから）。また、これまでに飼った犬の名前は「メリー」→「ロック」→「ピー」→「コロ」である。
趣味は、車の運転、麻雀、パチンコ。
大阪ミナミでスナック「萬が壱」を経営している。

## 出演

### テレビドラマ
NHK
- 青春戯画集（1981年）
- 連続テレビ小説
  - よーいドン（1983年） - おはま 役
  - 心はいつもラムネ色（1984年）
  - いちばん太鼓（1985年） - 上海屋リル 役
  - 純ちゃんの応援歌（1988年） - 野中キク 役
  - ぴあの（1994年） - 河本信子 役
  - 走らんか！（1995年） - 市子 役
  - 甘辛しゃん（1997年） - 家政婦・鶴子 役
  - オードリー（2001年） - 看護婦 役
  - ほんまもん（2001年） - 加代 役
  - まんてん（2002年）
  - てるてる家族（2003年） - 寺井都子 役
  - だんだん（2008年） - 喫茶「祇園鴨東」のママ 役
  - おちょやん（2021年） - 田島
- 宵待草（1983年）
- 新・なにわの源蔵事件帳 第2話「人力車は往く」（1983年）
- 追う男（1986年） - 久保寺安代 役
- 砂の上のロビンソン（1988年） - 梶岡の母 役
- チンチン電車（1993年9月15日）
- ドラマ新銀河
  - この指とまれ2（1995年） - 明石早苗 役
  - 木綿のハンカチ〜ライトウインズ物語（1997年） - 田代陽代 役
- 夜会の果て（1997年） - 伊藤梅子 役
- ドラマ愛の詩 浪花少年探偵団（2000年） - 池済先生 役
- かるたクイーン（2003年） - 倉田美沙子 役
- ダイヤモンドの恋（2005年） - 野上ハツエ 役
- 誰がパパやねん!（2007年） - 大平定子 役
- 土曜ドラマ ジャッジ 〜島の裁判官奮闘記〜（2008年） - 赤崎千恵子 役
- タイトロープの女（2012年） - 市原朋子 役
- 雲霧仁左衛門（2013年） - お松 役（パート2からは「紅壱子」名義）
  - 雲霧仁左衛門2（2015年）
  - 雲霧仁左衛門3（2017年）
  - 雲霧仁左衛門4（2018年）
  - 雲霧仁左衛門5（2022年）
  - 雲霧仁左衛門ファイナル（2025年）
- ボーダーライン（2014年） - 松井輝子 役
- 伝七捕物帳（2017年） - 春乃屋 役
- わげもん〜長崎通訳異聞〜（2022年） - しづ 役
- 二十四の瞳（2022年） - コトエのばあちゃん 役

日本テレビ
- 忠臣蔵（1985年）
- 白虎隊（1986年） - 依田まき子 役
- 長七郎江戸日記
  - 第1シリーズ
    - 第58話「父娘のきずな」（1985年） - おすが 役
    - 第106話「泣くな山鳩」（1986年） - まつ 役

  - 第2シリーズ 
    - 第21話「友情の命燃やして」（1988年） - 仲居 役
    - 第35話「牛吉の純情」（1988年） - お柳 役
    - 第43話「弟よ、小蝶涙舞い」（1989年） - おしげ 役
    - 第60話「迷い込んだ女」（1989年） - 菱屋のおかみ 役

  - 第3シリーズ 第15話「辰が惚れた女」（1991年） - 仲居 役
- 八百八町夢日記 第1シリーズ 第6話「父娘のきずな」（1989年）
- 弁護士 六角心平 京都殺人事件簿（2025年放送予定）[13]

読売テレビ
- くれなゐ（1998年）

TBS
- 金田一耕助の傑作推理 ミイラの花嫁（1983年）
- 大岡越前
  - 第11部 第9話「釣った獲物は千両箱」（1990年6月18日） - お民
  - 第13部
    - 第10話「女を喰った非道医者」（1993年1月18日） - おたか
    - 第25話「大工と左官の意地比べ」（1993年5月3日） - おつね
- 水戸黄門
  - 第16部 第28話「娘を救った偽黄門 -弘前-」（1986年11月3日） - おうめ
  - 第20部 第24話「嫁の真心 豊後竹人形 -別府-」（1991年4月22日）
  - 第21部
    - 第3話「頑固比べで縁結び -小浜-」（1992年4月20日）
    - 第13話「鬼と呼ばれた母の真実 -延岡-」（1992年6月29日）

  - 第22部 第1話（1993年5月17日） - 旅籠女中
  - 第23部
    - 第9話「悪を裁いた偽黄門様 -糸魚川-」（1994年9月26日） - お竹
    - 第13話「姫様狙う悪の罠 -福井-」（1994年10月31日） - 旅籠女中
    - 第18話「闇夜に咲いた女義賊 -米子-」（1994年12月5日） - おかめ

  - 『水戸黄門 1000回記念スペシャル』（2003年12月15日）
  - 第38部 第18話「駆け落ち妻の目に涙」（2008年5月19日） - おこん
- 金田一耕助の傑作推理 女怪（1992年）
- 一色京太郎事件ノート（1996年） - 折原富子 役
- 月曜名作劇場
  - 「赤かぶ検事奮戦記 (中村梅雀のテレビドラマ)7」（2017年） - 柊那津子 役

毎日放送
- 命みじかくIII（1992年）
- ＭＢＳドラマの風「夜の取調室」(2002年)

フジテレビ
- 銭形平次（1982年） - おたけ
- 怪人二十面相と少年探偵団II 第19回（1984年） - 買物客
- 鬼平犯科帳
  - 第2シリーズ 第17話「春の淡雪」（1991年）
  - 第5シリーズ 第7話「お菊と幸助」（1994年）
  - 第9シリーズ 第3話「男の隠家」（2001年） - お里
- 岡っ引どぶ 第1話「悪魔の小箱殺人事件」（1991年） - おてる 役
- 最後のストライク（2000年）
- らぶ・ちゃっと（2000年）
- 怪談百物語（2002年）
- 盤嶽の一生 第9話「げんこつ親分」（2002年） - おとよ 役
- 夜桜お染（2003年） - 女中頭・おしか 役
- 大奥（2003年） - きく 役
- 大奥〜第一章〜（2004年） - おとみ 役
- 金曜エンタテイメント
  - 「ニュースキャスター沢木麻沙子」（1999 - 2002年） - 家政婦・虹子 役
- 金曜プレステージ
  - 「推理作家・池加代子2」（2013年） - 佐藤洋子 役
- 金曜プレミアム
  - 「剣客商売 陽炎の男」（2015年） - おきち 役

関西テレビ
- べにすずめたちの週末（1993年） - ジューシンの母 役
- ヨメ代行はじめました。（2013年） - オカン 役

テレビ朝日
- 京都迷宮案内
  - 第3シリーズ（2001年） - 前園松子 役
  - スペシャル（2005年）
- 京都地検の女
  - 第5シリーズ（2009年） - 兵藤菊乃 役
  - 第7シリーズ（2011年） - 遠山いさ子 役
- 科捜研の女
  - 第9シリーズ（2009年） - 斉藤和代 役
  - 第13シリーズ（2013年） - 岩本和歌子 役
- 土曜ワイド劇場
  - 「タクシードライバーの推理日誌」（2001年） - 三沢房子 役
  - 「渡り番頭・鏡善太郎の推理」（2001年） - 倉沢栄子 役
  - 「東京駅お忘れ物預り所」（2014年） - 山崎初枝 役

朝日放送
- 必殺シリーズ（ABC / 松竹）
  - 必殺仕舞人 第12話「おちゃれ節騙した男へ波しぶき - 紀伊 -」（1981年） - おとき
  - 新・必殺仕事人
    - 第6話「主水喧嘩の仲裁する」（1981年） - 佐々木の女房
    - 第17話「主水心中にせんりつする」 - お芳

  - 必殺橋掛人 第11話「板橋のウラ仕掛けを探ります」（1985年） - おきわ
  - 必殺仕事人V・激闘編（1985 - 1986年）
  - 必殺まっしぐら！
    - 第1話「秀が帰って来た！」（1986年） - 遊女
    - 第7話「相手は徳島剣山の暴力修験者」（1986年） - おすえ

  - 必殺仕事人V・風雲竜虎編 第9話「八百人目の恋は悲恋！」（1987年5月22日）
- 土曜ワイド劇場
  - 「新・赤かぶ検事奮戦記」（2002年） - 今井広美 役

テレビ東京
- お命頂戴！（1981年） - 女中
- 大忠臣蔵（1989年） - 八重 役
- 月影兵庫あばれ旅
  - 第1シリーズ 第8話「殺したのは私じゃない」（1989年） - 荻野 役
  - 第2シリーズ 第2話「辻斬りが惚れた女」（1990年） - 娼妓 役
- 喧嘩屋右近（1993年） - 付き馬屋

BS朝日
- 大江戸事件帖　美味でそうろう２（2017年2月17日）

BSジャパン（BSテレ東）
- 『池波正太郎時代劇　光と影』第十二話「仇討ち夢中男」- おさき 役

WOWOW
- 煙霞 〜Gold Rush〜 第3話（2015年8月1日）

### 配信ドラマ
- U-NEXTオリジナルシリーズ『欲望の街』No.8 裏金なる正義（2023年）[65]　-お好み焼き店女将 役

### 映画
- 必殺！ III 裏か表か（1986年） - 岡場所の女
- 浪人街 (1990年の映画)（1990年） - お仙 役
- 難波金融伝・ミナミの帝王（1993年）
- 大奥（2006年） - 物知りお徳 役
- ホームレス中学生（2008年）
- 拳銃と目玉焼（2013年） - 喫茶「ノエル」のママ 役
- ごはん（2017年） - 寺田ヒカリの叔母 敏子 役
- あまろっく（2024年）[14] - 南雲広樹の母 役
- 侍タイムスリッパー（2024年） - 住職の妻 節子 役[15]

### 舞台
- 「好色一代男」（御園座）
- 「女ひとり」（松竹座）
- 浪花人情紙風船団　第1回公演「どうしてこんなに 心がときめかないの」（2000年10月6日～8日、テイジンホール）
- 浪花人情紙風船団　第2回公演 「そないにへこむなハムレット」（2001年10月11日～14日、テイジンホール）
- 浪花人情紙風船団　第3回公演「センセとおしえご」（2003年5月29日～31日、ワッハホール）
- 浪速人情紙風船団　第4回公演「待合室であいましょう」（2004年5月13日～16日、ワッハホール）
- 浪花人情紙風船団　第5回公演「三日月ヶ原へ連れてって」（2005年5月19日～22日、ワッハホール）
- 浪花人情紙風船団　第6回公演「えぇお湯だっせ」（2006年6月21日～24日、ワッハホール）
- ペーパーバルーン　第1回公演 「かくも長き実在」（2007年3月9日～11日、ワッハホール）
- 浪花人情紙風船団　第7回公演「負けてもイギョラ」（2007年6月28日～7月1日、ワッハホール）
- ペーパーバルーン　第2回公演 「河内の國の溜め池の底」（2008年5月29日～6月1日、ワッハホール）
- 浪花人情紙風船団　第8回公演「蝶子ーchoko」（2008年11月21日～24日、ワッハホール）
- ペーパーバルーン　第3回公演「CABARET〜極楽行きキャバレーへようこそ〜」（2009年5月28日～31日、ワッハホール）
- 「パパ -泥棒と少女は、親子になった?」 （2009年8月、京橋花月）
- ペーパーバルーン　第4回公演 「銀の靴の踵を鳴らして…」（2010年6月4日～7日、ワッハホール）
- 浪花人情紙風船団　第9回公演「蝶々さん　雄二さん」（2010年9月17日～20日、ワッハホール）
- 浪花人情紙風船団　第10回公演「屋上の女達」（2011年4月27日～30日、道頓堀ZAZA）
- 浪花人情紙風船団　第11回公演「男女浮世回舞台〜おとことおなごのいろごといろいろ〜」（2011年12月21日～22日、道頓堀ZAZA）
- 浪花人情紙風船団　第12回公演 「屋上の女達　その貳」〜なんやこれ！？〜（2012年4月25日～29日、道頓堀ZAZA）
- 浪花人情紙風船団　第13回公演「ちらりほらり」（2013年8月2日～4日、ドーンセンター）
- 浪花人情紙風船団　第14回公演「ブルーシートのぬくもり」（2014年4月10日～13日、近鉄アート館）
- 浪花人情紙風船団　第16回公演「まちあいしつであいましょう」（2016年4月7日～10日、近鉄アート館）
- 浪花人情紙風船団　第17回公演「てん、てこ、まい。〜芸人長屋は、春爛漫〜」（2017年4月6日～9日、近鉄アート館）
- 泣いたらアカンで通天閣（2018年2月1日～10日、大阪松竹座） -亀田 正代（カメヤの祖母）[16]
- 浪花人情紙風船団　第18回公演「不思議な、な」〜人情女探偵七變化〜（2018年4月12日～15日）
- 浪花人情紙風船団　第19回公演「センセおしえごノーリターン！」（2019年4月12日～14日、近鉄アート館）
- 紅壱子ひとり芝居～焼け野原にいた女達～（2022年3月5日～6日、神戸三宮シアター・エートー）
- 「往生しmasse」〜おうじょうしまっせ　Our Blue Heaven〜（2022年6月23日～25日、近鉄アート館）　※演出・出演
- 浪花人情紙風船団　第20回公演「虚々実々～嘘か誠か、誠か嘘か？」（2023年12月15日～17日、近鉄アート館）　※演出・主演
- 浪花人情紙風船団　第25回さよなら公演「朝焼け旅立ち　ヨヨイのヨイ！」（2024年12月6～8日、近鉄アート館）
- じゃりン子チエ　2025年11月15日～25日、大阪松竹座）-ミツルのお母はん

### バラエティ他
- 金曜いきいきタイム（サンテレビ）

### ディスコグラフィ
- ツッコミドレミファドン（1991年） - 嘉門達夫のアルバム『宴』18曲目に収録。[注 2]